# Hal (musik)
Hal är en musikgrupp från Irland som består av bröderna Dave (sång/gitarr) och Paul Allen (sång/basgitarr), Stephen O'Brien (keyboard) och Steve Hogan (trummor). Bandet bildades 2003.

## Diskografi

### Album
- Hal (2005)
- Down In The Valley (EP) (2012)
- The Time, The Hour (2012)

### Singlar
- Hal/The Magic Numbers split 7" - (2005, innehåller Keep Love As Your Golden Rule)
- Worry About the Wind (2004)
- What A Lovely Dance (2005)
- Play the Hits (2005)
- Don't Come Running/I Sat Down (Double A side (2005)